# All-Star Game LNB 2000
Le All-Star Game LNB 2000 est la 14e édition et 15e édition du All-Star Game LNB. Il s’est déroulé deux fois, respectivement le 2 janvier 2000 au Palais des sports Jean-Weille de Nancy et le 29 décembre 2000 à la salle Jean-Bunoz d'Antibes.
Lors de la première session (janvier), l’équipe des All-Stars étrangers a battu l’équipe des All-Stars Français (103-93) et Stanley Jackson a été élu MVP du match.
Lors de la deuxième session (décembre), l’équipe des All-Stars Français a battu l’équipe des All-Stars étrangers (123-117) et Jim Bilba a été élu MVP du match.

## Joueurs

### Effectif All-Star des Français
- Thierry Gadou (Pau-Orthez)
- Stéphane Risacher (Pau-Orthez)
- Laurent Sciarra (PSG Racing Basket)
- Moustapha Sonko (ASVEL)
- Jim Bilba (ASVEL)
- Yann Bonato (Limoges)
- Frédéric N'Kembe (Besançon)
- Makan Dioumassi (Le Mans)
- Cyril Julian (PSG Racing Basket)
- Frédéric Weis (Limoges)
- Entraîneur : Claude Bergeaud (Pau-Orthez)

### Effectif All-Star des étrangers
- Marlon Maxey (ASVEL)
- Charles Minlend (Montpellier)
- Jay Larrañaga (ASVEL)
- Dante Calabria (Pau-Orthez)
- Stanley Jackson (JDA Dijon)
- Pat Durham (Nancy)
- Steve Payne (Nancy)
- Keith Gatlin (Élan sportif chalonnais)
- Gary Alexander (Gravelines)
- Harper Williams (Limoges)
- Entraîneur : Gregor Beugnot (ASVEL)

### Concours
Concours de tirs à 3 points :
- - Jay Larranaga (Lyon-Villeurbanne)

Concours de dunks
- Salomon Sami (Lyon-Villeurbanne)

## Session de décembre 2000
Le match se dispute pour la première fois en quatre quart-temps de 10 minutes. La rencontre est diffusée sur Pathé Sport.

## Joueurs

### All-Stars français
| Position    | Joueur          | Équipe     |
| ----------- | --------------- | ---------- |
| Meneur      | Laurent Sciarra | ASVEL      |
| Arrière     | Mickaël Piétrus | Pau-Orthez |
| Ailier      | David Gautier   | Cholet     |
| Ailier fort | Jim Bilba       | ASVEL      |
| Ailier fort | Willem Laure    | JDA Dijon  |

| Position    | Joueur          | Équipe              |
| ----------- | --------------- | ------------------- |
| Meneur      | Laurent Pluvy   | ASVEL               |
| Meneur      | Tony Parker     | Paris Basket Racing |
| Arrière     | Yann Mollinari  | Antibes             |
| Arrière     | Laurent Bernard | JDA Dijon           |
| Ailier fort | Fabien Dubos ¹  | Pau-Orthez          |
| Pivot       | David Frigout   | ASVEL               |

¹ Fabien Dubos remplace Cyril Julian, blessé.
- Entraîneurs : Gregor Beugnot (ASVEL) assisté de Jean-Louis Borg (Hyères Toulon)

### All-Stars Étrangers
| Position    | Joueur            | Équipe     |
| ----------- | ----------------- | ---------- |
| Meneur      | Shawnta Rogers    | Le Mans    |
| Arrière     | Roger Esteller    | Pau-Orthez |
| Arrière     | Zakhar Pachoutine | ASVEL      |
| Ailier fort | Art Long          | ASVEL      |
| Pivot       | Gary Alexander    | Gravelines |

| Position    | Joueur         | Équipe              |
| ----------- | -------------- | ------------------- |
| Meneur      | Stevin Smith   | Antibes             |
| Meneur      | Curtis McCants | Montpellier         |
| Ailier      | Chris King     | Le Mans             |
| Ailier fort | Geoff Lear ¹   | Olympique d'Antibes |
| Pivot       | Andre Riddick  | Antibes             |

¹ Geoff Lear remplace Skeeter Henry, blessé.
- Entraîneurs : Vincent Collet (Le Mans) assisté de Didier Dobbels (Limoges)

### Concours
Concours de tirs à 3 points :
- Yann Barbitch (Antibes) bat Laurent Pluvy (ASVEL) en finale.

Concours de dunks
- Laurent Cazalon (Roanne) bat Aleksandr Miloserdov (Antibes) en finale.

## All-Star Espoir
Les « All-Star Est » battent les « All-Star Ouest » 115-108.

### Est
- Miloud Doubal (Antibes)
- Maxime Zianveni (Nancy)
- Thomas Dubiez (Chalon)
- Laurent Cazalon (Roanne)
- Cédric Ferchaud (Mulhouse)
- Cyril Akpomedah (Châlons-en-Champagne)
- Sambou Traoré (Antibes)
- Lassana Touré (ASVEL Lyon-Villeurbanne)

### Ouest
- Olivier Bardet (Cholet)
- Ahmed Fellah (Angers)
- Boris Diaw (Pau-Orthez)
- Raphaël Desroses (Montpellier)
- Gorjan Radonjić (Bondy)
- Guillaume Costentin (Évreux)
- Florent Pietrus (Pau-Orthez)
- Mamoutou Diarra (Paris Basket Racing)
- Stephen Brun (Cholet)
- Claude Marquis (Cholet)